# 八代市立八代小学校
八代市立八代小学校（やつしろしりつ やつしろしょうがっこう）は、熊本県八代市新地町にある公立小学校。

## 沿革
- 1955年（昭和30年）4月1日 - 八代市立代陽小学校より分離し、開校。
- 2000年（平成12年）7月頃 - 教室棟の老朽化により、解体。仮設教室設置。
- 2001年（平成13年）9月1日 - 新教室棟完成。
- 2004年（平成16年）4月1日 - 創立50周年記念式典開催。

## アクセス
- バス
  - 産交バス「八代産交」より徒歩約5分
  - 産交バス「八代小学校入口」より徒歩約1分

- 自家用車
  - 八代ICより車で約20分
  - 八代駅より車で約12分
  - 新八代駅より車で約17分

## 周辺施設
八代市の中心部ということもあり、周辺には施設が多い。
- 八代宮
- 八代市役所
- 松濱軒
- 松井神社
- 熊本県警察 八代警察署
- 熊本日日新聞八代支社
- 八代市立博物館・未来の森ミュージアム
- メルシャン八代工場
- 産交バス八代営業所
- ゆめタウン八代
- 八代市立第一中学校
- 八代市立図書館
- 塩屋八幡宮